# Christopher Briney
Christopher Thomas Briney (Hartford, Connecticut, 24 de marzo de 1998) es un actor estadounidense. Es conocido por sus papeles de James Linton en la película biográfica Dalíland y de Conrad Fisher en la serie de Amazon Prime Video El verano en que me enamoré.

## Primeros años y educación
Briney nació en Hartford, Connecticut, hijo de actores que se habían conocido en la ciudad de Nueva York. Tiene una hermana.
Asistió a Waterbury Arts Magnet School y participó en un programa intensivo de teatro de cinco semanas en Wesleyan University en 2015. En 2016, se mudó a la ciudad de Nueva York para asistir a la Universidad Pace. Se graduó con un BFA en actuación en 2020. Mientras era estudiante, trabajó en Trader Joe's en el Lower East Side de Manhattan.

## Carrera
En 2021, el entonces desconocido Briney fue elegido para la película biográfica Dalíland después de ser descubierto por la directora Mary Harron. Había enviado una cinta de audición para El verano en que me enamoré antes de que comenzara la producción de Dalíland. Recibió una llamada e hizo una lectura de química a través de Zoom mientras filmaba Dalíland en Liverpool.
En 2023, Briney y sus compañeros de reparto de El verano en que me enamoré, Lola Tung y Gavin Casalegno, se presentaron en los MTV Movie &amp; TV Awards.
En 2024, Briney interpretará a Aaron Samuels en la adaptación cinematográfica de Mean Girls: The Musical para Paramount Pictures.

## Filmografía

### Películas
| Año  | Título           | Papel         | Notas        | Ref.   |
| ---- | ---------------- | ------------- | ------------ | ------ |
| 2018 | Under the Covers | The Shadow    | Cortometraje | [ 19 ] |
| 2020 | Want This        | Benjy         | Cortometraje | [ 20 ] |
| 2022 | Dalíland         | James Linton  |              | [ 21 ] |
| 2024 | Mean Girls       | Aaron Samuels |              | [ 18 ] |

### Televisión
| Year | Title                          | Role          | Notes        | Ref.          |
| ---- | ------------------------------ | ------------- | ------------ | ------------- |
| 2022 | El verano en que me enamoré    | Conrad Fisher | Protagonista | [ 22 ]        |
| 2023 | 2023 MTV Movie &amp; TV Awards | Él mismo      | Presentador  | [ 16 ] [ 17 ] |